# Діер-Парк (Техас)
Діер-Парк (англ. Deer Park) — місто (англ. city) в США, в окрузі Гарріс штату Техас. Населення — 34 495 осіб (2020).

## Географія
Діер-Парк розташований за координатами 29°41′13″ пн. ш. 95°7′0″ зх. д. / 29.68694° пн. ш. 95.11667° зх. д. (29.686945, -95.116541).  За даними Бюро перепису населення США в 2010 році місто мало площу 27,25 км², з яких 27,08 км² — суходіл та 0,17 км² — водойми.

## Демографія
Згідно з переписом 2010 року, у місті мешкало 32 010 осіб у 11 133 домогосподарствах у складі 8712 родин. Густота населення становила 1175 осіб/км².  Було 11742 помешкання (431/км²).
Расовий склад населення:
| - 86,2 % — білих - 1,5 % — чорних або афроамериканців - 1,5 % — азіатів - 0,7 % — корінних американців - 0,1 % — вихідців з тихоокеанських островів - 7,8 % — осіб інших рас |

До двох чи більше рас належало 2,2 %. Частка іспаномовних становила 26,3 % від усіх жителів.
За віковим діапазоном населення розподілялося таким чином: 27,2 % — особи молодші 18 років, 62,6 % — особи у віці 18—64 років, 10,2 % — особи у віці 65 років та старші. Медіана віку мешканця становила 35,3 року. На 100 осіб жіночої статі у місті припадало 97,1 чоловіків;  на 100 жінок у віці від 18 років та старших — 94,5 чоловіків також старших 18 років.
Середній дохід на одне домашнє господарство  становив 88 288 доларів США (медіана — 77 556), а середній дохід на одну сім'ю — 93 617 доларів (медіана — 82 248). Медіана доходів становила 60 693 долари для чоловіків та 44 118 доларів для жінок. За межею бідності перебувало 8,4 % осіб, у тому числі 15,4 % дітей у віці до 18 років та 5,4 % осіб у віці 65 років та старших.
Цивільне працевлаштоване населення становило 16 157 осіб. Основні галузі зайнятості: освіта, охорона здоров'я та соціальна допомога — 24,7 %, виробництво — 14,2 %, будівництво — 11,1 %, науковці, спеціалісти, менеджери — 10,2 %.